# Kotten (Solingen)
Kotten ist eine Hofschaft in der bergischen Großstadt Solingen. Am Kotten liegen mit der 1867/68 gegründeten Maschinenfabrik Müller die Ursprünge der Solinger Maschinenindustrie.:101

## Lage und Beschreibung
Kotten befindet sich im südwestlichen Bereich des Stadtbezirks Solingen-Mitte unmittelbar an der Grenze zu Höhscheid. Der Ort liegt auf einer kleinen Hochfläche nördlich des Nacker Bachtales. Unmittelbar südlich an der Hofschaft vorbei verläuft die Bahnstrecke Solingen–Remscheid, die bei Kotten auch von einer Fußgängerbrücke überspannt wird. Auf einem Höhenrücken nördlich von Kotten verläuft die als Landesstraße 67 klassifizierte Mangenberger Straße. Der Ort ist von dieser Straße aus über die Maschinenstraße zu erreichen, die ins Tal hinab führt.  
Benachbarte Orte sind bzw. waren (von Nord nach West): Waldheim, Mittel- und Obengönrath, Mangenberg, II. Heidberg, Ernenkotten, Stübchen, Kottermühle, Hossenhaus, Kotter Hammer, Geilenberg und Bellenhäuschen. 

## Etymologie
Der Ortsname bezeichnete ursprünglich lediglich eine einfache Hütte (siehe Kate). Später fungierte sie als Arbeitsstätte, in Solingen insbesondere der Schleifer (daher auch die sogenannten Schleifkotten). Aus der Hütte ging später eine Hofschaft hervor, die ihren Namen jedoch weiterhin von einer einfachen Hütte hat.

## Geschichte
Kotten lässt sich bis in das Jahr 1488 zurückverfolgen, als der Ort als zom Kotten/zom Koiten erstmals urkundlich im Zehntregister des Klosters Altenberg erwähnt wird.
In dem Kartenwerk Topographia Ducatus Montani, Blatt Amt Solingen, von Erich Philipp Ploennies aus dem Jahre 1715 ist der Ort mit einer Hofstelle verzeichnet und als Kotten benannt. Er gehörte der Honschaft Katternberg innerhalb des Amtes Solingen an. Die Topographische Aufnahme der Rheinlande von 1824 verzeichnet den Ort als im Kotten und die Preußische Uraufnahme von 1844 als Kotten. In der Topographischen Karte des Regierungsbezirks Düsseldorf von 1871 ist der Ort unbenannt verzeichnet.
Nach Gründung der Mairien und späteren Bürgermeistereien Anfang des 19. Jahrhunderts gehörte Kotten zur Bürgermeisterei Höhscheid, die im Jahre 1856 das Stadtrecht erhielt.   
1815/16 lebten 82, im Jahr 1830 116 Menschen im als Weiler mit Reckhammer und Mühle bezeichneten Kotten. 1832 war der Ort weiterhin Teil der Honschaft Katternberg innerhalb der Bürgermeisterei Höhscheid. Der nach der Statistik und Topographie des Regierungsbezirks Düsseldorf als Dorfschaft kategorisierte Ort besaß zu dieser Zeit 14 Wohnhäuser und 15 landwirtschaftliche Gebäude. Zu dieser Zeit lebten 135 Einwohner im Ort, davon neun katholischen und 125 evangelischen Bekenntnisses. Die Gemeinde- und Gutbezirksstatistik der Rheinprovinz führt den Ort 1871 mit 25 Wohnhäusern und 212 Einwohnern auf. Im Gemeindelexikon für die Provinz Rheinland von 1888 werden für Kotten 24 Wohnhäuser mit 181 Einwohnern angegeben. 1895 besitzt der Ortsteil 21 Wohnhäuser mit 193 Einwohnern und gehörte kirchlich zum katholischen Kirchspiel Solingen (Gemeinde St. Clemens), 1905 werden 20 Wohnhäuser und 175 Einwohner angegeben.
In der Mitte der 1860er Jahre startete der Bau der Bahnstrecke zwischen dem Kopfbahnhof am Solinger Weyersberg und dem neuen Kreuzungsbahnhof Ohligs-Wald bei Hüttenhaus. Die Bahnstrecke wurde unmittelbar an der Hofschaft vorbei angelegt und im Jahre 1867 fertiggestellt. Erst einige Jahre entstand ein Brückenbau, der den Weg von Kotten zum Kotter Hammer im Nacker Bachtal wieder kreuzungsfrei ermöglichte. 

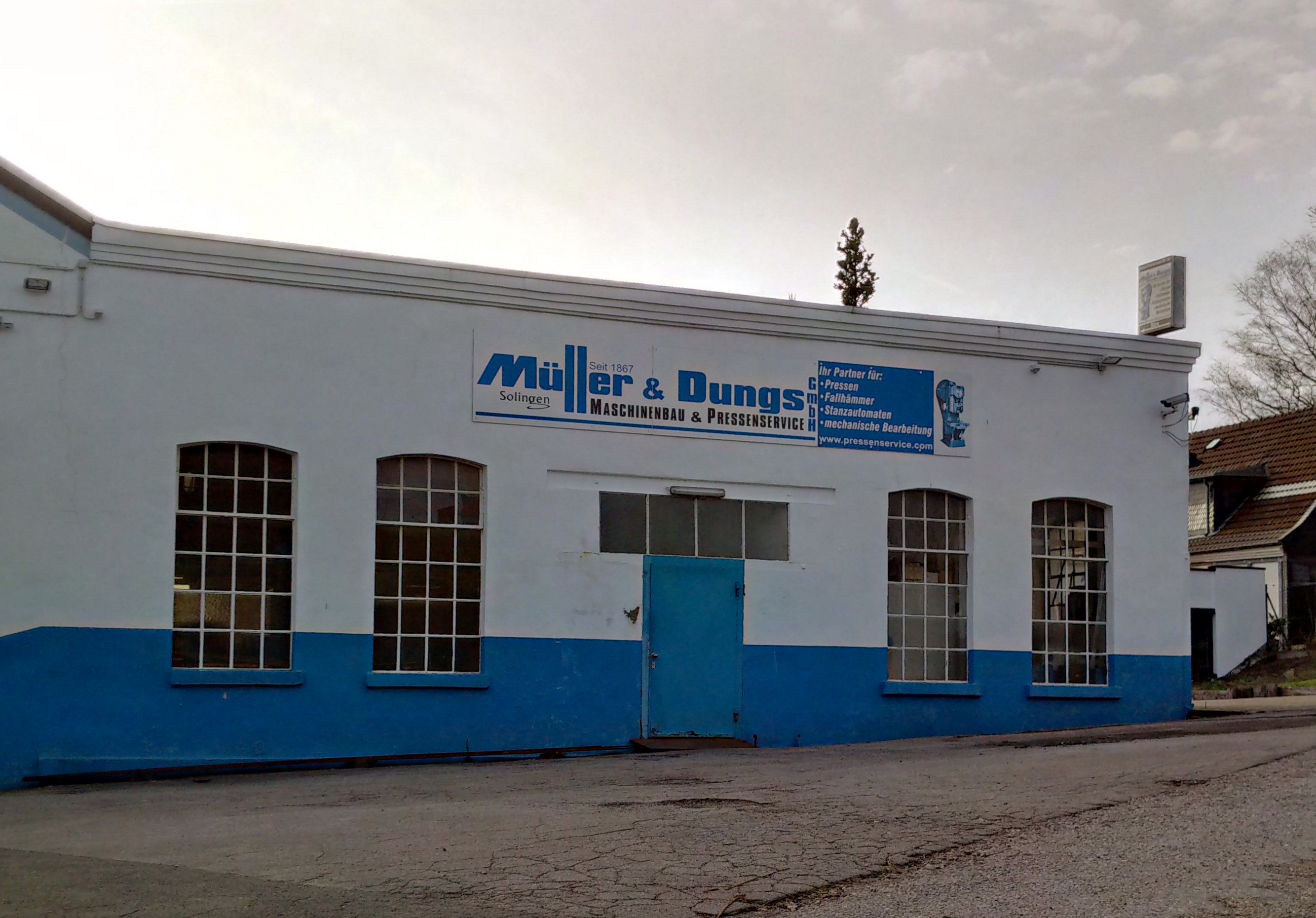
Maschinenfabrik Müller

In der Hofschaft Kotten begann 1867/1868 Carl Müller als erster im Raum Solingen mit der Herstellung von Dampfmaschinen. Er gründete die nach ihm benannte Maschinenfabrik Müller. Heinz Rosenthal merkt hierzu an, dass es sich trotz der „anspruchsvollen“ Bezeichnung als Maschinenfabrik lediglich um einen Kleinbetrieb mit wenigen Mitarbeitern gehandelt habe.:101 Die Verbindungsstraße zwischen der Mangenberger Straße und der Hofschaft Kotten erhielt von der Höhscheider Stadtverordnetenversammlung um die Jahrhundertwende 19./20. Jahrhundert zu Ehren der Fabrik Müller den Namen Maschinenstraße. Das Unternehmen firmiert heute als Müller & Dungs GmbH und hat seinen Sitz auch nach 150 Jahren noch an der Maschinenstraße am Kotten.
Mit der Städtevereinigung zu Groß-Solingen im Jahre 1929 wurde Kotten ein Ortsteil Solingens. Auf dem Gelände einer brachliegenden, ehemaligen Gärtnerei an der Maschinenstraße / Ecke Gärtnerstraße wurde ab dem Jahre 2020 eine neue Wohnsiedlung errichtet. Ein privater Investor errichtete dort insgesamt 55 Hauseinheiten in Form von 18 Doppel- und 37 Reihenhäusern. Außerdem erfolgte der Bau eines Mehrfamilienhauses südlich der Gärtnerstraße. Eine Erschließungsstraße für das Wohngebiet erhielt den Namen Schlieperstraße.

## Baubestand und Denkmalschutz
Die Hofschaft Kotten liegt auf einer kleinen Hochfläche oberhalb des Nacker Bachtals, allerdings rund zwei bis drei Meter unter dem Niveau der angrenzenden Gärtnerstraße. Das Ortsbild ist geprägt durch einen kleinen Hofschaftsplatz im Zentrum, um den mehrere zweigeschossige Fachwerkhäuser aus dem 18. Jahrhundert gruppiert sind. Das den Platz nach Süden abschließende Fachwerkgebäude Kotten 7, 9 fällt durch sein in Solingen einzigartiges Wellenmuster im Fachwerk auf. 
In Kotten sowie am Zugang zu dem Hof über die Maschinenstraße haben sich bis heute einige Fachwerkhäuser erhalten, von denen einige unter Denkmalschutz stehen. Dies trifft seit dem Jahre 1984/1985 auf die Gebäude Kotten 1, 1a, 1b, 2, 3, 4, 5, 6, 7 und 9 sowie Maschinenstraße 11, 12, 14 und 26 zu.

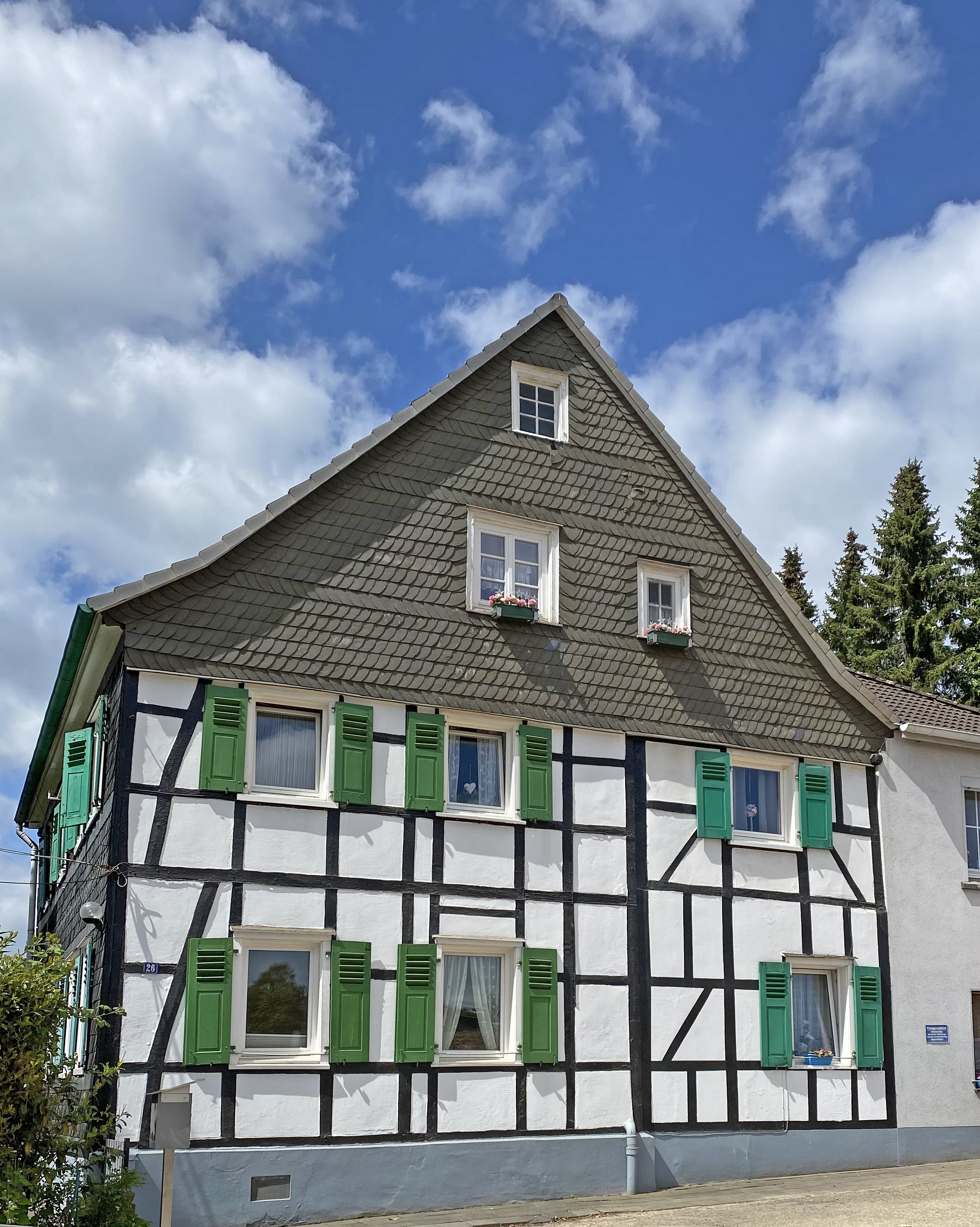
Baudenkmal Maschinenstraße 26
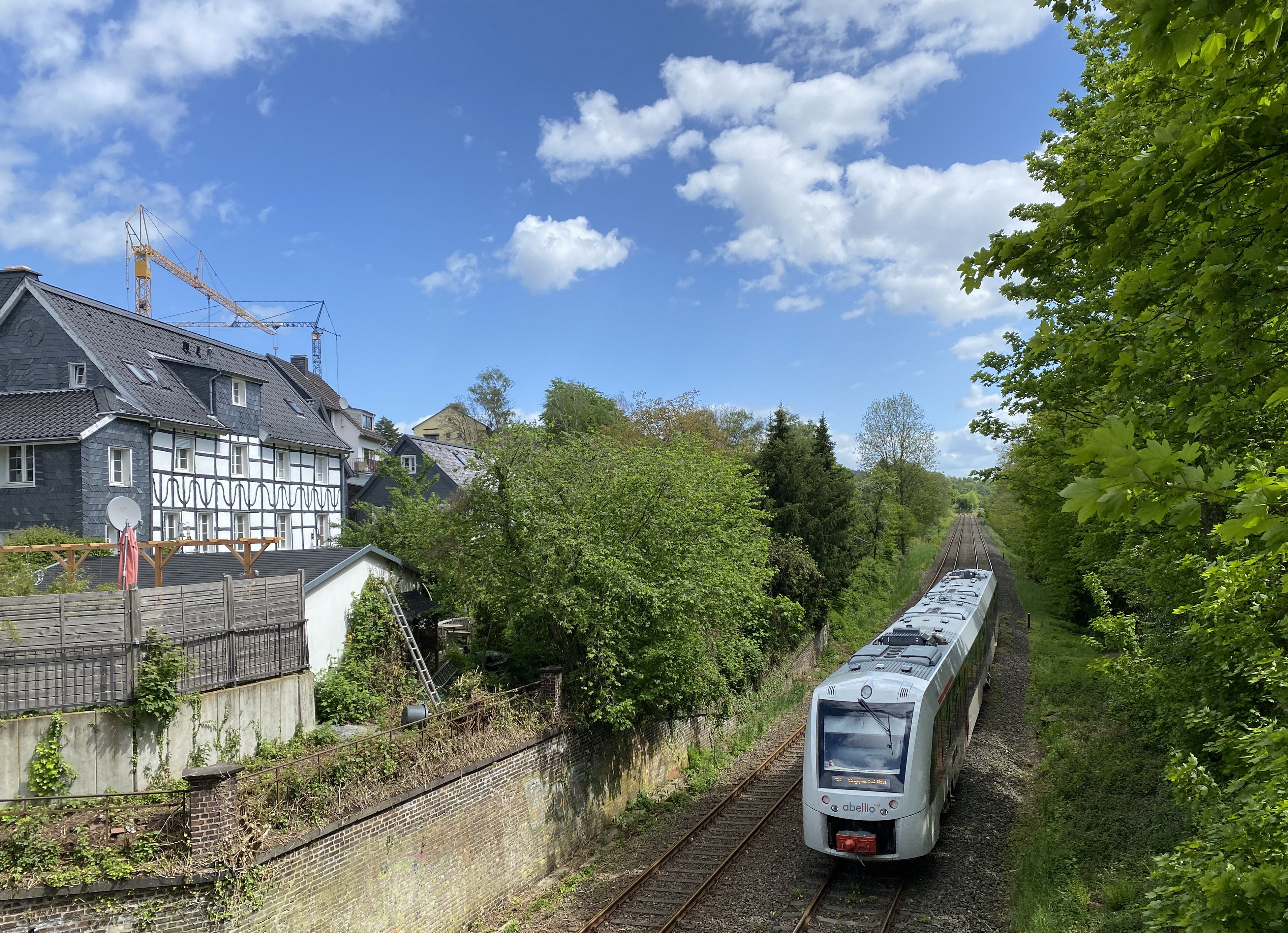
Blick auf Kotten und Regionalzug S7